# Единственный сын
«Еди́нственный сын» (яп. ひとり息子 хитори мусуко, англ. The Only Son) — кинофильм режиссёра Ясудзиро Одзу, вышедший на экраны в 1936 году. Первый звуковой фильм мастера.

## Сюжет
Действие начинается в 1923 году в провинциальном городке. Цунэ — работница фабрики по производству шёлка, вынужденная в одиночку растить сына Рёсукэ. Последний хорошо учится, однако для продолжения обучения после окончания начальной школы требуются большие деньги. Семья не может позволить себе этого, но после посещения учителя Окубо, рассказавшего о перспективах, открывающихся в обществе перед вооружёнными знаниями людьми, мать даёт обещание во что бы то ни стало обеспечить сына достойным образованием.
Проходит много лет. Благодаря стараниям матери Рёсукэ заканчивает учёбу и устраивается на работу в Токио. Однажды Цунэ отправляется в столицу, чтобы посмотреть, как живёт её сын, и, возможно, найти ему подходящую жену. Однако по приезде выясняется, что всё обстоит не так радужно, как казалось...

## В ролях
- Тёко Иида — Цунэ Нономия, мать
- Синъити Химори — Рёсукэ Нономия, сын
- Масао Хаяма — Рёсукэ Нономия, в детстве
- Ёсико Цубоути — Сугико, жена Рёсукэ
- Мицуко Ёсикава — Така
- Тисю Рю — Окубо, учитель
- Томио Аоки — Томи-тян

## О фильме
…Картина «Единственный сын» (между прочим, первая звуковая в творчестве Одзу), развивая новую, более трезвую и не лишённую горечи манеру, которая оформилась в «Токийской ночлежке», где, кстати, тоже играла Тёуки Иида, исполнительница роли вдовы Цунэ Нономии, словно предвосхищает неизбежный слом настроений в японском обществе после вторжения в Китай. И это отразилось в судьбе самого режиссёра, который не только был вынужден на четыре года прервать свою деятельность в кино, но и вообще пойти на военную службу. Вернувшись в начале 40-х годов в кинематограф, 37-летний по возрасту Ясудзиро Одзу оказался готовым уже к экзистенциальному восприятию мира в безусловном шедевре «Был отец».
Фильм снимался с апреля по сентябрь 1936 года и был выпущен на экраны кинотеатров 15 сентября.
В 1936 году тридцатидвухлетний Одзу был уже известным режиссёром. В феврале он переехал со своей овдовевшей матерью и братом из старого дома в рабочем районе Фукагава в находившийся неподалёку жилой массив Таканавэ. К тому времени он был постановщиком 35 немых фильмов для кинокомпании «Сётику» и имел поддержку Сиро Кидо, одного из двух главных управляющих принадлежавшей «Сётику» студии «Камата». Фильмы Одзу не были в числе самых кассовых хитов «Сётику», так что его упорное нежелание перейти на постановку звуковых лент начало вызывать раздражение руководства кинокомпании. Позиции режиссёра укрепляло то, что его работы в предыдущие годы регулярно возглавляли списки лучших фильмов согласно опросам, которые проводились среди кинокритиков журналом «Кинэма Дзюмпо».
15 января того же 1936 года кинокомпания «Сётику» закрыла студию «Камата» и переехала в новую студию «Офуна», которая открылась 16 января. Контракт между «Сётику» и звукозаписывающей компанией Sound System Dobashi был составлен в конце предыдущего, 1935 года. Однако несмотря на то, что сотрудничество с этой звукозаписывающей фирмой шло без проблем, Одзу всё же начал использовать в постановке своей первой звуковой картины систему Mohara, разработанную одним из его операторов Хидэо Мохарой. Узнав об этом, Dobashi стала угрожать расторжением контракта с «Сётику», однако конфликт был улажен при посредничестве руководителя студии Сиро Кидо. Вследствие всех этих причин фильм снимался в павильонах старой студии «Камата», а не в новообразованной «Офуне».
За год до этого (в 1935-м) Одзу начал постановку немого фильма «Токио — хорошее место», съёмки которого были прерваны. На основе сценария этого незавершённого проекта и была снята звуковая лента «Единственный сын». Название было изменено, чтобы отличать новый фильм от лент «Токийская ночлежка» (1935) и «Колледж — хорошее место» (1936, считается утерянным). Небольшое изменение произошло и в актёрском составе: вместо актрисы Сатико Мурасэ на роль жены учителя Окубо была приглашена актриса Томоко Нанива.
Это первый снятый мной звуковой фильм. Сюжет был заимствован из моего готового сценария для картины «Токио — хорошее место», которая была частично снята, но законсервирована для того, чтобы быть переделанной в звуковом варианте… К тому времени штат студии был переведён в «Офуна». Но так как я использовал Mohara, звуковую сестему Хидэо, её нельзя было использовать в «Офуне». В результате нам пришлось снимать в пустующих павильонах студии «Камата». Шум поездов неподалёку удерживал нас от работы в дневное время, поэтому мы работали с 12 часов ночи до 5 утра, придерживаясь нашего графика на пять снимаемых сцен за ночь. Мы были в приподнятом настроении. Тем не менее, укоренившиеся способы работы в немом кино не могут быть изменены в одночасье, поэтому ошибки были неизбежны. Хотя я, конечно, прекрасно понимал, что в звуковом кино всё совершенно иначе и не мог позволить себе скатиться до стилистики немого кинематографа. Я переживал из-за того, что, отставая на четыре или пять лет от остальных, я уже не смогу за ними угнаться. Тем не менее, теперь я понимаю, насколько полезным была моя настойчивость в создании немых фильмов для моего будущего развития.
Как известно на примере его более ранних фильмов, на Одзу значительно повлияло западное (в особенности американское) кино, в том числе работы Гарольда Ллойда, Эрнста Любича и Фрэнка Борзейги. Однако, хотя герои его ранних студенческих комедий или гангстерских лент и поступают так же, как и персонажи американских фильмов, Одзу никогда не подражал Голливуду, развив собственный стиль и киноязык. Хотя фильм является более сентиментальным по сравнению с другими работами Одзу, тем не менее, он признаётся лучшим из произведений режиссёра, показывающих взаимоотношения между матерью и сыновьями. Возможно, здесь сказались собственные переживания режиссёра, связанные с его недавней утратой отца и начавшимся периодом его жизни с матерью (Одзу прожил с ней до её смерти, не создав собственной семьи).
Это единственный из фильмов режиссёра, разделённый на две части по времени и месту действия («1923 год в Синсю» и «1936 год в Токио»), а также единственная из его работ, построенная на контрасте между сельской и городской жизнью, и что характерно — не в пользу города. Матери, возлагавшей на будущее своего ребёнка большие надежды и отдавшей многие годы работе для поддержания учёбы и продвижения карьеры сына, пришлось увидеть своими глазами крах собственных иллюзий при посещении годы спустя своего отпрыска в Токио. Вернувшись в родной посёлок, героиня не хочет признаться соседям и сослуживцам в своём разочаровании и говорит неправду о том, как хорошо сын устроился в Токио.